# Żelewo
Żelewo est une localité polonaise de la gmina rurale de Stare Czarnowo, située dans le powiat de Gryfino en voïvodie de Poméranie-Occidentale. Elle se situe à environ 21 km à l'est de la ville de Gryfino et 20 km au sud-est de la capitale régionale Szczecin.

## Géographie

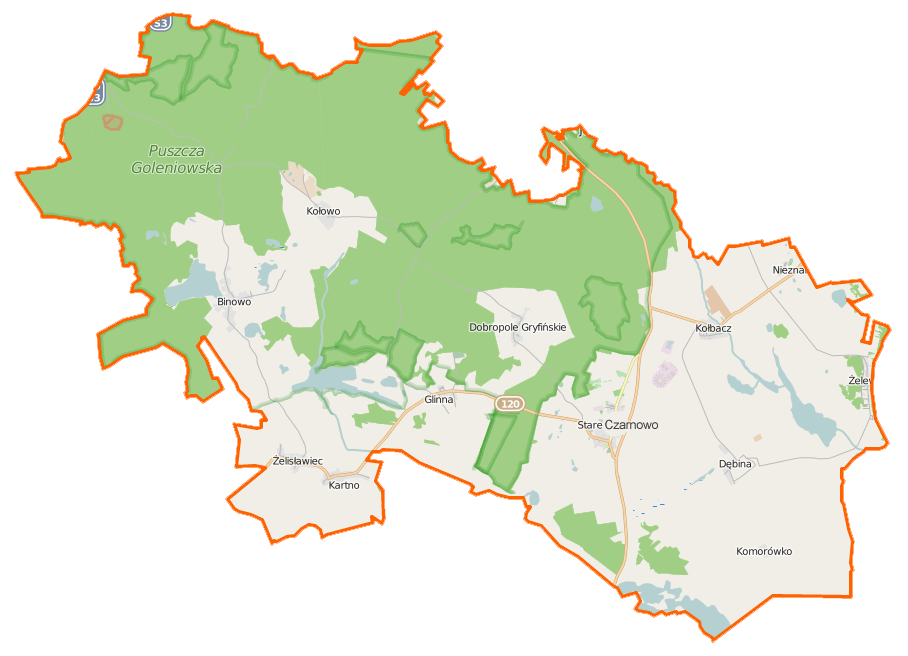
Carte de la gmina de Stare Czarnowo.

## Histoire
Jusqu'en 1945, Seelow fait partie de l'arrondissement de Greifenhagen dans le district de Stettin de la province prussienne de Poméranie.